# Міяґівський педагогічний університет
Міяґівський педагогічний університет (яп. 宮城教育大学, みやぎきょういくだいがく; англ. Miyagi University of Education) — державний дослідницький університет у Японії. Розташований за адресою: префектура Міяґі, місто Сендай, район Аоба, мікрорайон Арамакі, квартал Аоба 149. Відкритий 1965 року. Скорочена назва — Міякьо́-да́й (яп. 宮教大, みやきょうだい).

## Факультети
- Педагогічний факультет (яп. 教育学部)

## Аспірантура
- Педагогічна аспірантура (яп. 教育学研究科)